# Negoro-ji

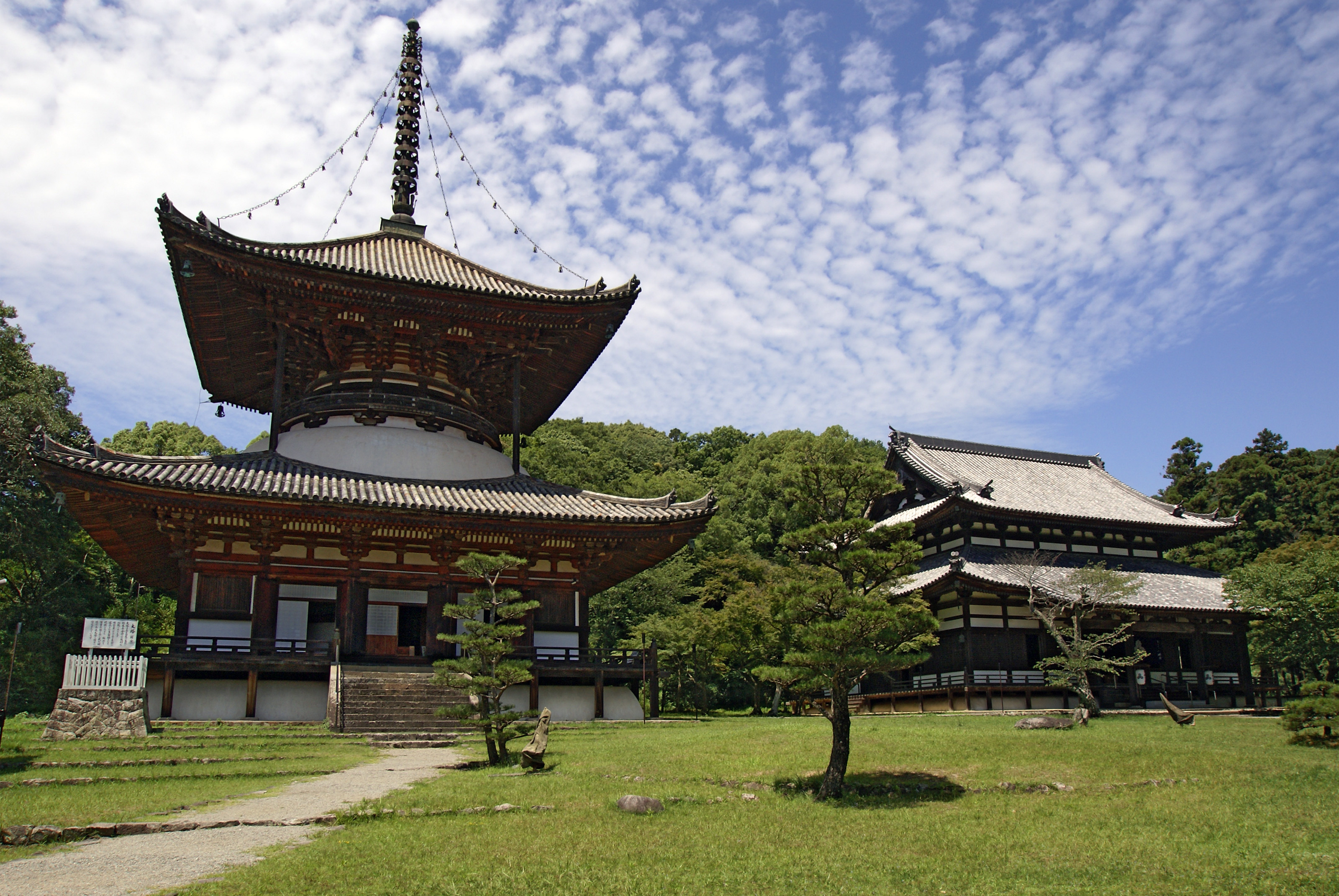
Negoro-Tempel: Pagode und „Große Lehrhalle“ (Dai-denpō-dō)

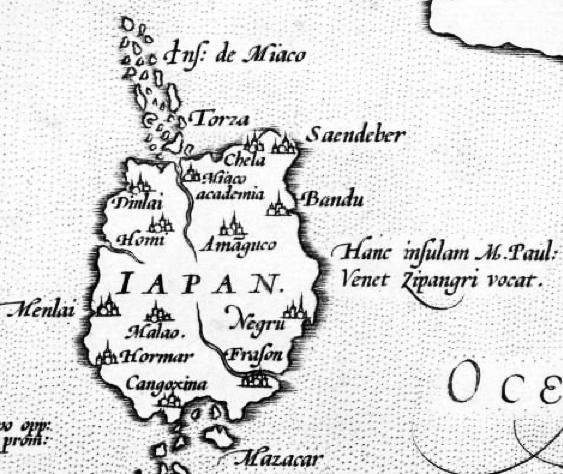
Negoro („Negru“) in einer Asienkarte von A. Ortelius (1572)

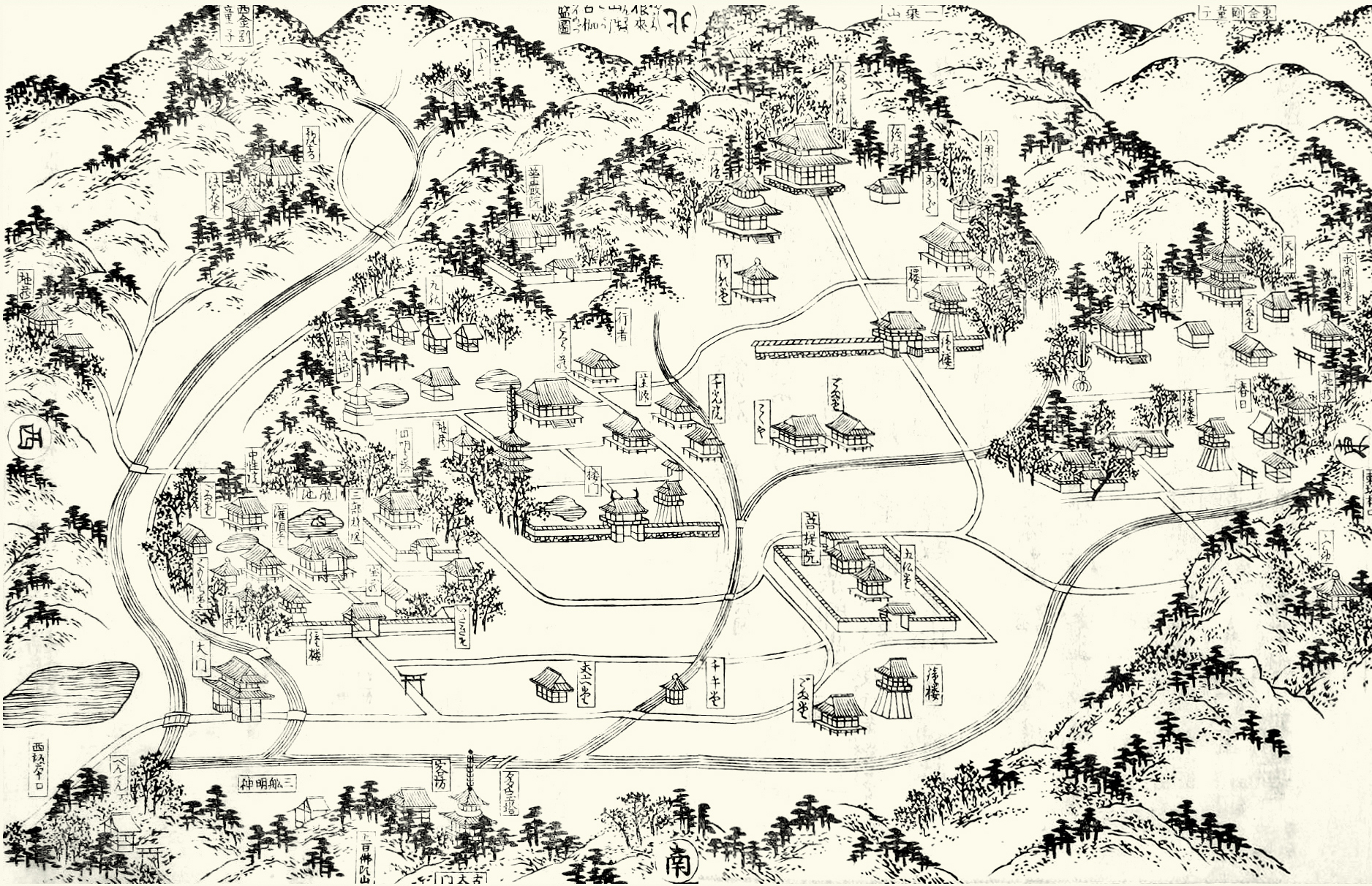
Der Negoro-Tempel im frühen 19. Jh. (aus: Kii no kuni meisho zue)

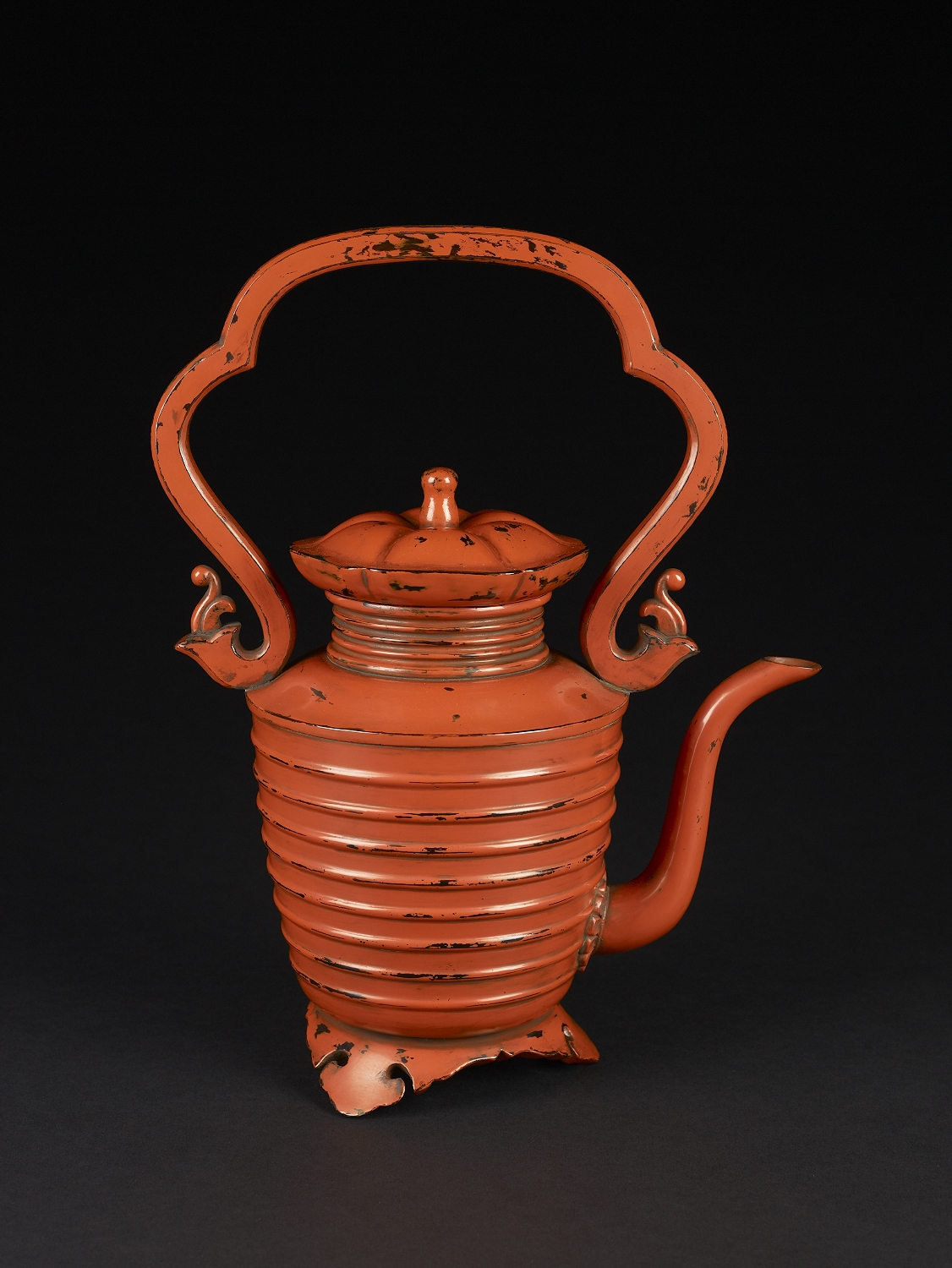
Negoro-Kanne für heißes Wasser (Birmingham Museum of Art)

Der Negoro-Tempel (jap. 根来寺, Negoro-ji, auch Negoro-dera) ist eine von den Gipfeln der Katsuragi-Berge umgebene buddhistische Tempelanlage im Norden des Stadtgebietes von Iwade (Präfektur Wakayama, Japan).

## Übersicht
Im Jahre 1087 gründete hier der ‚Bergasket’ En no Gyōja den „Bufuku-Tempel“ (豊福寺, Bufuku-ji). Der kleine Tempel gehörte zu jenen Ländereien, die Tennō Toba im Jahre 1132 dem Mönch Kakuban (1095–1143) überantwortete. Seit dieser Zeit trägt er den Namen Negoro-Tempel. Kakuban, auch als Kōgyō Daishi (興教大師) verehrt, hatte sich die Restauration des seinerzeit stark verweltlichten Shingon-Buddhismus zur Lebensaufgabe gemacht. Zwar gelang ihm im nahe gelegenen Kongōbu-Tempel (Kōyasan), dem Zentrum der Lehre und Praxis dieser Schule,  der Aufstieg in eine führende Position, in der er zunächst einige Erfolge erzielte. Doch in den folgenden, teils gewaltsamen Auseinandersetzungen gewannen seine Gegner schließlich die Oberhand. Kakuban zog mit seinen Anhängern nach Negoro, wo er wenige Jahre darauf das Zeitliche segnete. Spätere Versuche einer Aussöhnung der beiden Lager blieben ohne Erfolg, und Negoro entwickelt sich zum Zentrum der „Neuen Shingon-Lehre“ (新義真言宗, Shingi Shingonshū).
Die zugehörigen Ländereien erbrachten ein gewaltiges Einkommen an Reis, was die Expansion beträchtlich erleichterte. Gegen Ende der Muromachi-Zeit war die Anlage mit all den Neben- und Untertempeln auf 450 Gebäude angewachsen (einer anderen These zufolge sollen es sogar 2700 gewesen sein). Die Gelehrsamkeit der Mönchselite dort fiel auch den Jesuiten auf, die seit 1549 in Japan missionierten. In ihren Schriften erscheint Negoro als Sitz der größten ‚Universität’ Japans. Auch auf den frühen europäischen Japankarten erscheint Negoro als „Negru“, „Neguru“ oder „Negru academia“.
Zu dieser Zeit war Negoro, wie die großen Tempel anderer Schulrichtungen auch, stark militarisiert. Die Zahl der Mönchskrieger (sōhei) hier soll bei zehntausend gelegen haben. Nach Ankunft der ersten Feuerwaffen im Jahre 1543 dauerte es nicht lange, bis die kunstfertigen Mönche diese revolutionäre Fernwaffe selbst herstellten. Die hiermit ausgestattete Schützeneinheit ging als ‚Negoro-Truppe’ (Negoro-gumi) in die Geschichtsbücher ein. Der Jesuitenpater Caspar Vilela (1525–1572), der den Tempel besuchte, sah hier Parallelen zum europäischen Malteser-Orden. Er war tief beeindruckt von den Kampfkünsten, monierte allerdings, dass viele die Gebete vernachlässigten und mancher sogar noch kein Mönchsgelübde abgelegt hatte.
Das militärische Engagement in den seinerzeit tobenden Hegemonialkämpfen wurde dem Tempel schließlich zum Verhängnis. 1585 zerschlug der Feldherr Toyotomi Hideyoshi die Negoro-Schützentruppe und zog in Negoro ein. Nur wenige Gebäude überlebten die folgenden Brände, die teils durch die siegreichen Truppen Hideyoshis gelegt wurden, teils aber auch von den unterlegenen Mönchen, bevor sie sich zurückzogen. Nach dem Tode Hideyoshis und dem Aufstieg der Tokugawa kam es 1623 zum Wiederaufbau einiger Gebäude, doch die Anlage wie auch der intellektuelle Einfluss erreichten nie wieder die einstige Größe. Der Gang vom Großen Tor über das weite unbebaute Gelände zum heutigen Kernteil vermittelt einen Eindruck vom Ausmaß des Niedergangs.
Die von den Handwerkern des Negoro-Tempels einst entwickelten roten ‚Lackarbeiten‘ (Negoro-nuri) hielten sich auf der Kii-Halbinsel bis zum heutigen Tag.

## Bilder der Anlage

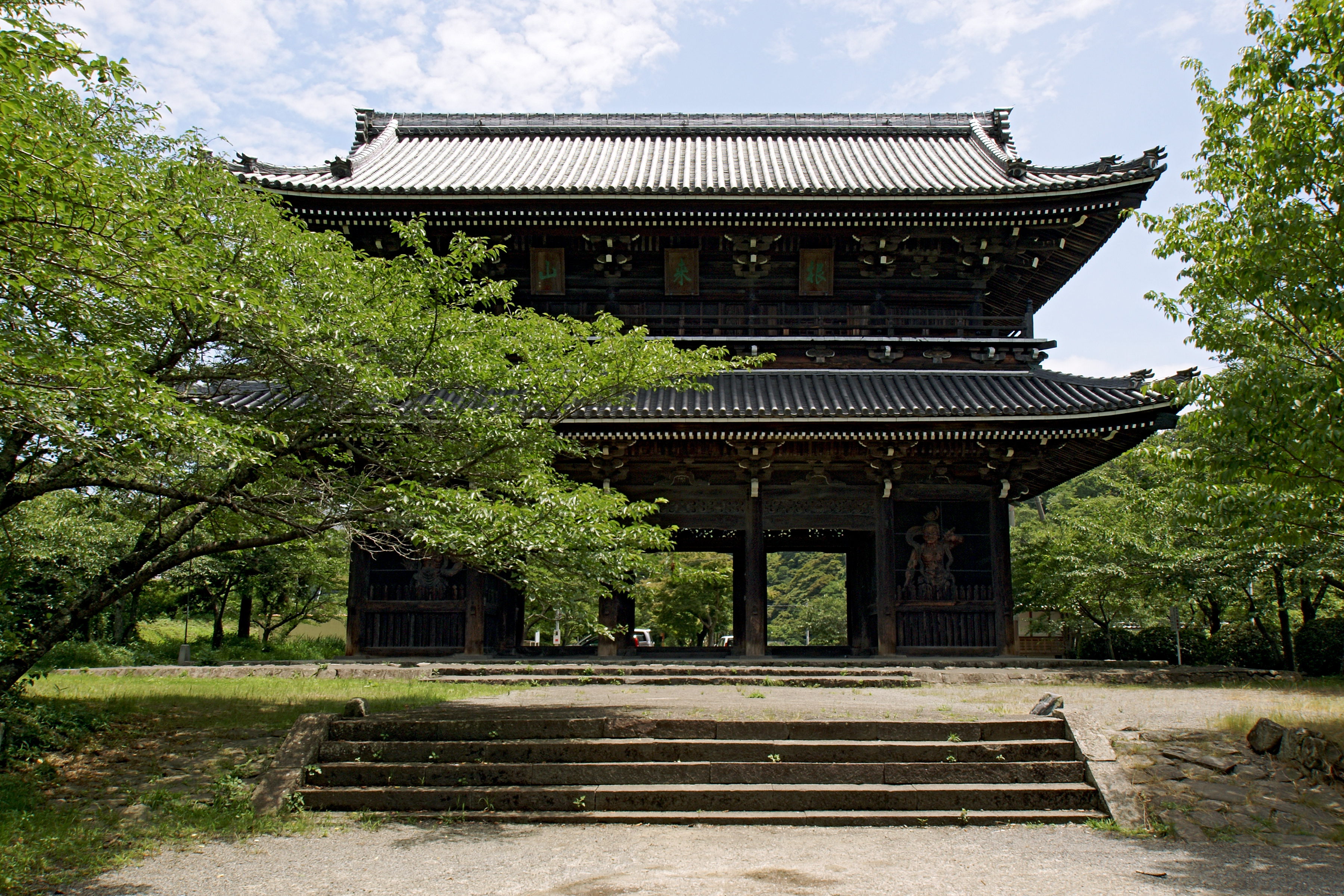
Das ‚Große Tor‘ (Daimon), wiederaufgebaut im Jahre 1850
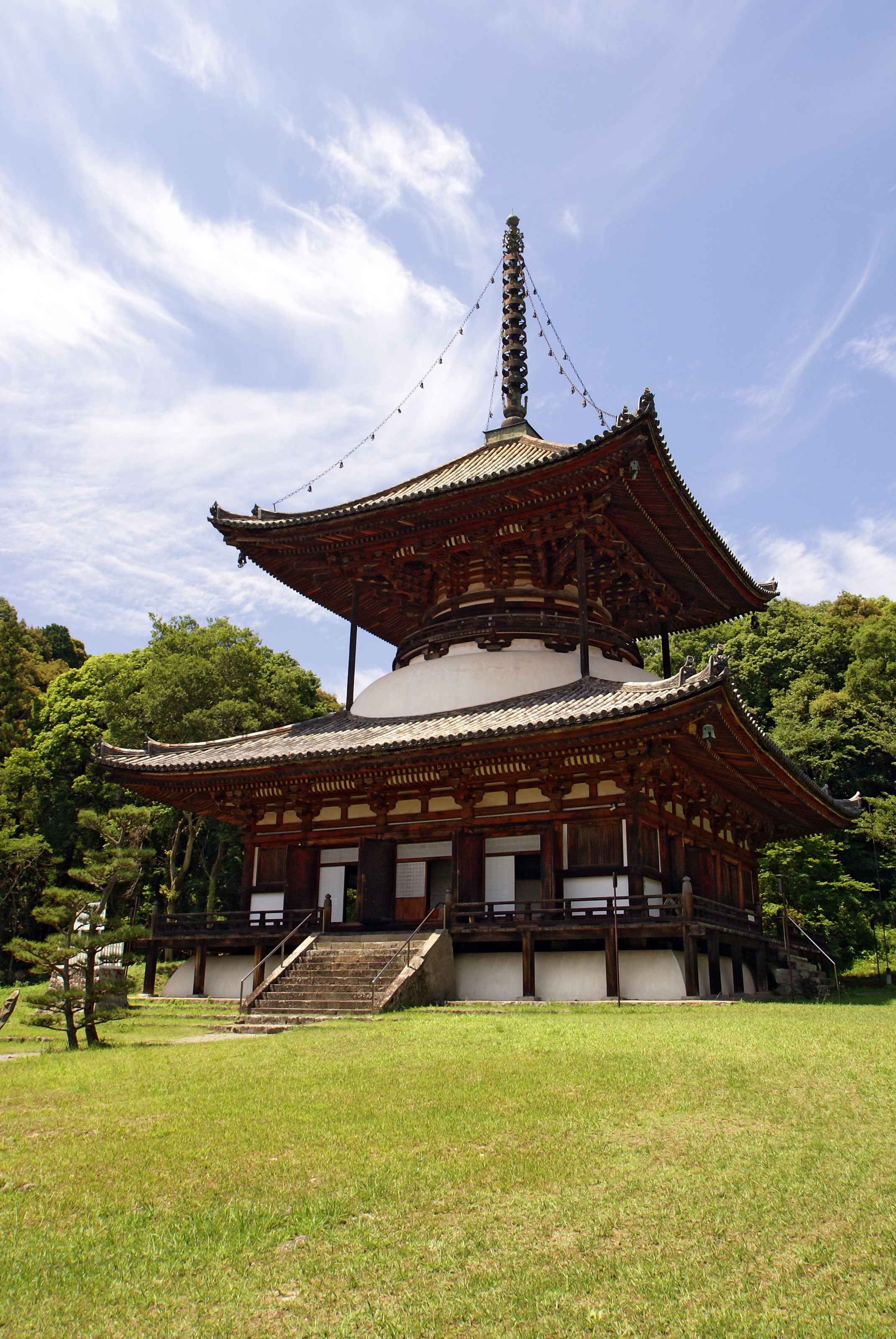
Pagode aus dem Jahre 1496 (Nationalschatz, Höhe 40 m, Breite 15 m)
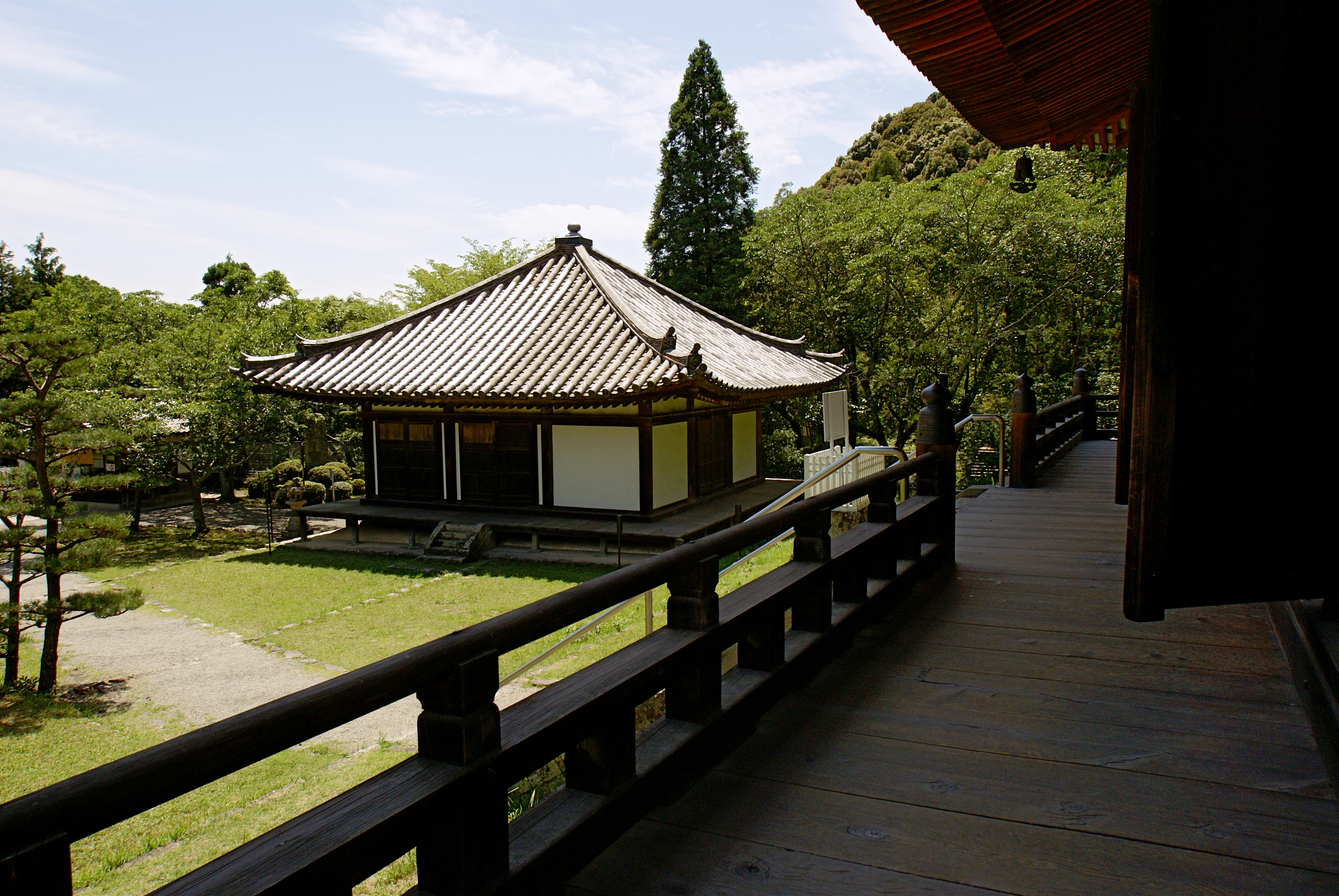
‚Halle des Großen Lehrers‘ (Daishi-dō) aus dem 15. Jh. mit einer Statue des Begründers der Shingon-Schule Kōbō Daishi
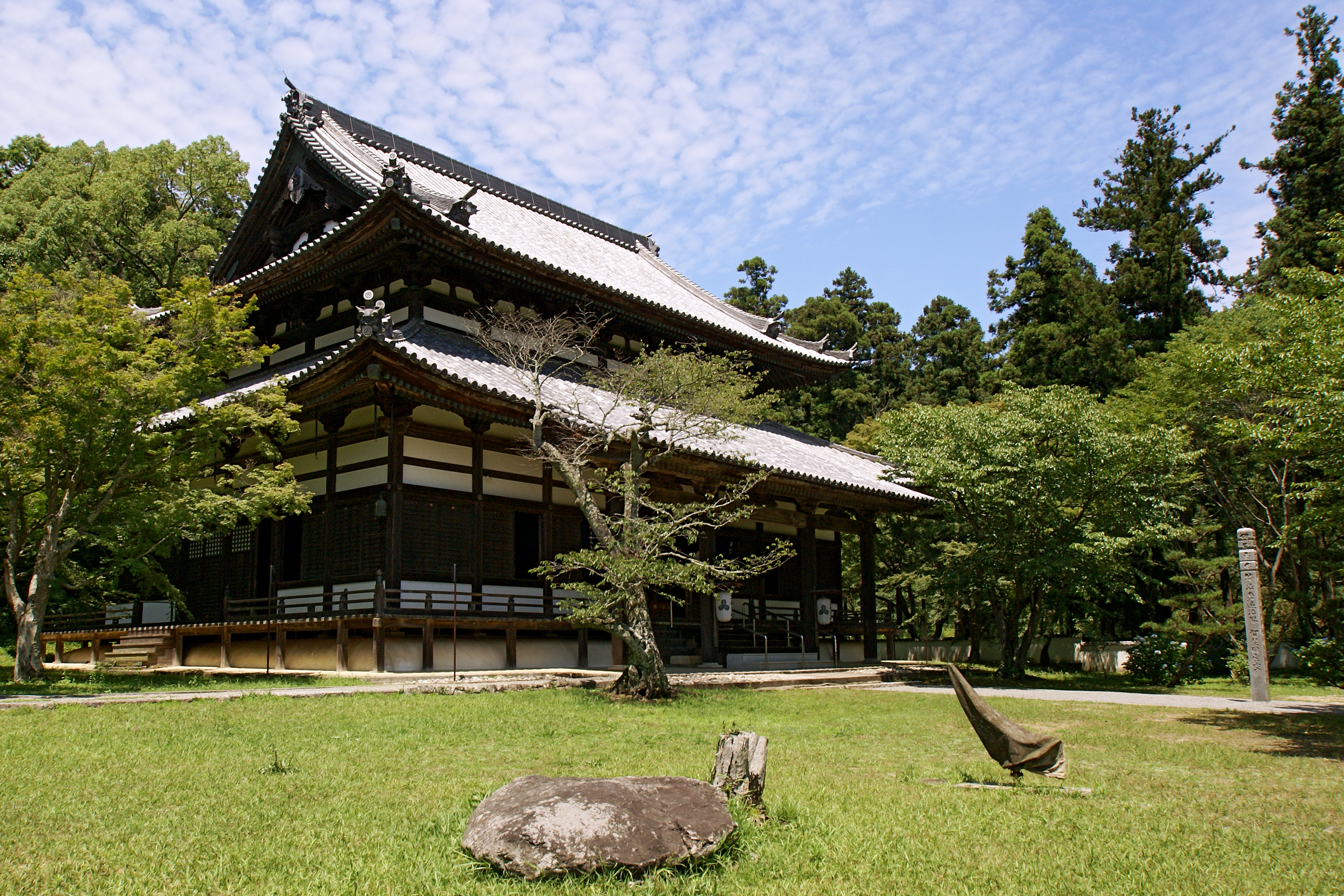
‚Große Lehr-Halle‘ (Dai-dempō-dō), wiedererrichtet im Jahre 1827
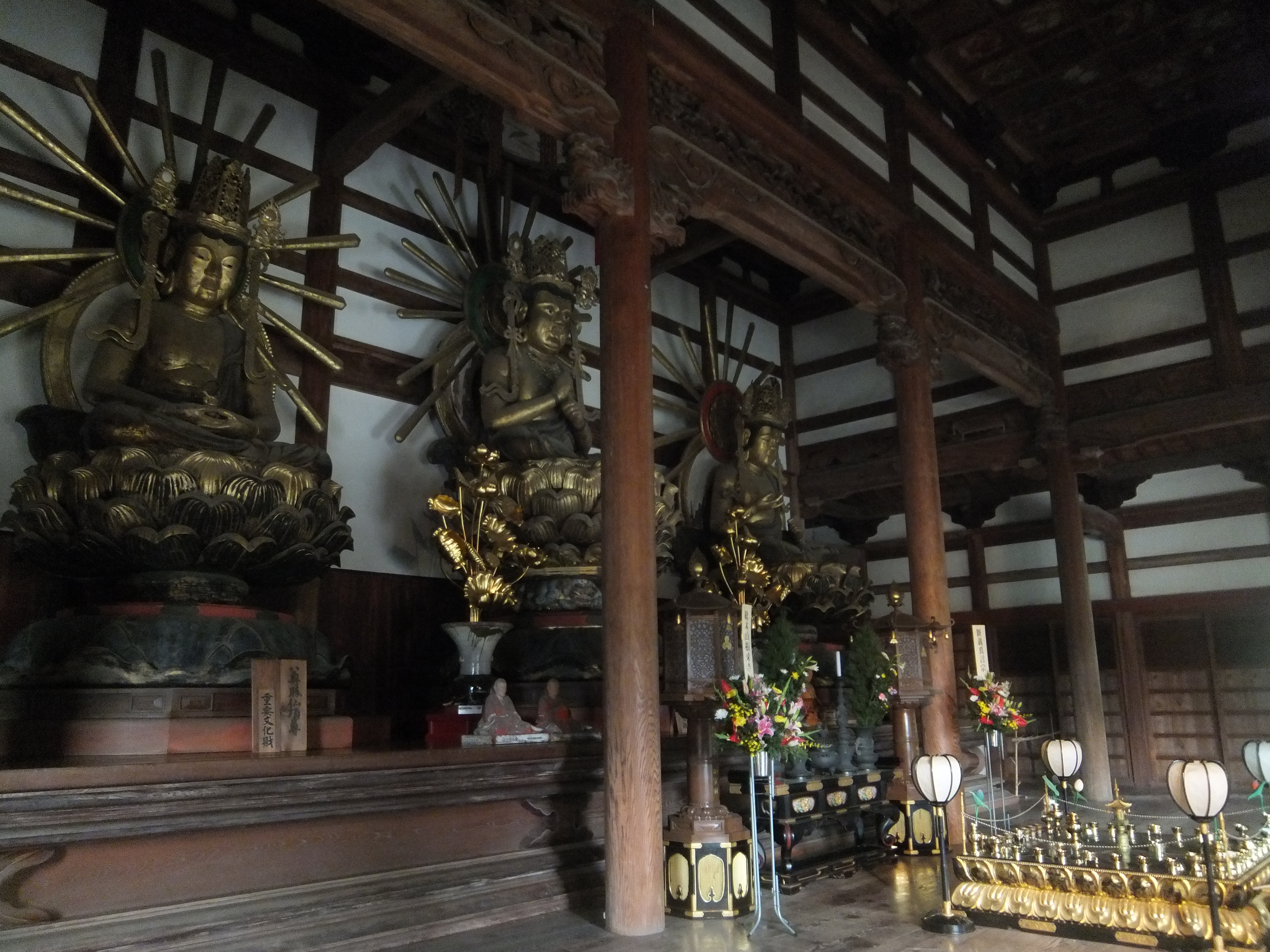
Inneres der ‚Großen Lehr-Halle‘ mit den fünf Meter hohen Statuen von Kongō-Satta (skr. Vajrasattva), Dainichi-Nyorai (skr. Maha-Vairocana) und  Butchō-Sonshō (skr. Vijayosnisa)
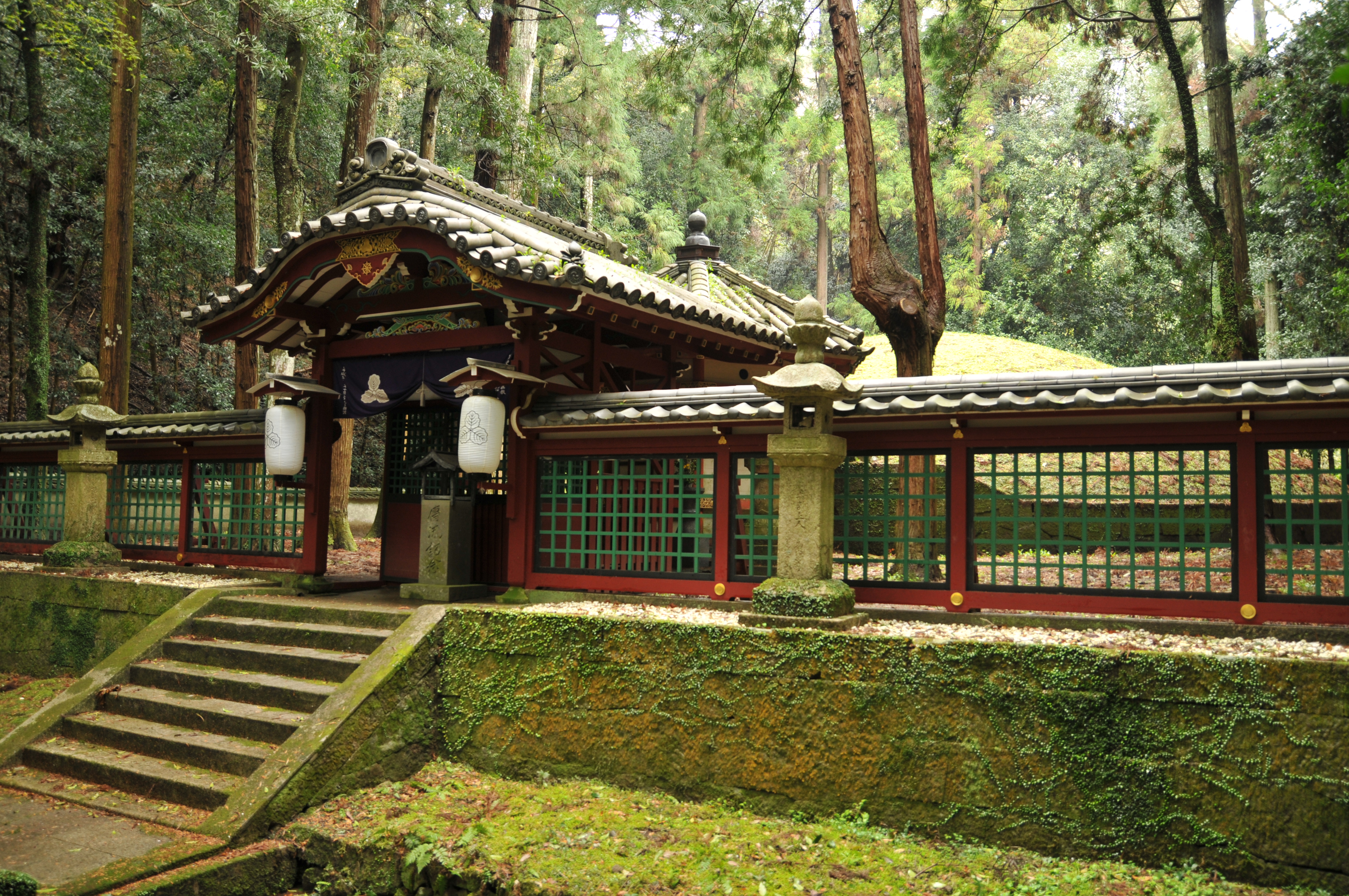
Mausoleum von Kakuban